# Лоретта Дормен
Лоретта Дормен (англ. Loretta Dorman, 23 липня 1963) — австралійська хокеїстка на траві.
Олімпійська чемпіонка 1988 року, учасниця 1984 року.